# Hyposcada consobrina
Hyposcada consobrina är en fjärilsart som beskrevs av Frederick DuCane Godman och Osbert Salvin 1892. Hyposcada consobrina ingår i släktet Hyposcada och familjen praktfjärilar. Inga underarter finns listade i Catalogue of Life.